# 門田洋子の青春同窓会
門田洋子の青春同窓会（かどたようこのせいしゅんどうそうかい）は、2007年から南海放送ラジオの懐メロリクエスト番組。

## 番組テーマ
聴取者からの懐メロのリクエストに応え、当時の“青春”の話題や、その後の近況をトークする中高年向けの番組。パーソナリティの門田洋子が、南海放送アナウンサー時代に担当していた番組「夜のバラード」の話題を中心に、1970年代当時のラジオリスナーからのリクエストやハガキを紹介する「パンドラの箱」のコーナなどもある。